# 송 혜공
송 혜공(宋惠公, ? ~ 기원전 800년)은 중국 서주 시대의 인물로, 제9대 송공이다. 성은 자(子), 휘는 간(覸)이다.
8대 송공 송 희공의 아들로, 아버지가 죽은 후 그 뒤를 이었다.

## 가계
- 송 희공
  - 송 혜공
    - 송 애공